# Перевал Великого Будды
«Перевал Великого Будды» (яп. 大菩薩峠, дайбосацу то:гэ; англ. Satan's Sword) — японский фильм-драма в жанре тямбара, поставленный режиссёром Кэндзи Мисуми и выпущенный на экраны в 1960 году. Фильм снят по монументальному 41-томному роману Кайдзана Накадзато, написанному в период между 1913 и 1930 годами. Это незаконченное произведение классика японской литературы стало основой многочисленных театральных постановок и нескольких экранизаций. Студия «Дайэй», взявшись за очередной ремейк, разбило повествование на три фильма, из которых Мисуми снял только первые два эпизода (устав от его маниакального внимания к деталям и задержки в съёмках, продюсеры отобрали у него режиссуру третьей части) . Райдзо Итикава, выдающийся актёр фильмов жанра тямбара, создает образ антигероя, — психопатического аморального самурая. Действие происходит в последний период сёгуната Токугава. В фильме рассказывается история Рюноскэ Цукуэ, нигилистического мастера меча, который не колеблясь убивает любого, плохого или хорошего.

## Сюжет
С вершины перевала Дайбосацу (что переводится как Перевал Великого Будды) открывается прекрасный вид на находящуюся неподалёку гору Фудзи. Однажды, здесь на перевале, ронин Рюноскэ мечом убил старого паломника. О поражённой случившимся, внучке убитого Омацу, позаботился проходивший мимо Ситибэй, вор из Урадзюку. Они вдвоём отправились в Эдо. Тем временем Рюноскэ возвращается в додзё, где его навещает Охама, жена самурая Бунноскэ Уцуги, которая представляется младшей сестрой Бунноскэ. Она просит Рюноскэ отказаться от победы в предстоящем турнире, посвящённом храму Митаке, в пользу его соперника Бунноскэ Уцуги. Рюноскэ отвергает эту просьбу, а затем насилует Охаму. Во время последовавшего поединка Бунноскэ дрожит от ярости, но терпит поражение из-за молчаливой стойки Рюноскэ. Овдовевшая Охама выходит замуж за Рюноскэ, рожает ему сына, и они вместе отправляются в Эдо. Услышав эту ужасную новость, младший брат погибшего Бунноскэ, Хёма, также отправился в Эдо, чтобы научиться настоящему искусству фехтования у мастера-фехтовальщика Тораноскэ Симады в надежде отомстить за брата. 
Прибыв в Эдо, Рюноскэ вступает в ряды синсэнгуми, где знакомится с Исаму Кондо, Камо Сэридзавой, Тосидзо Хидзикатой и другими доблестными воинами. Однажды ночью он был шокирован, став свидетелем того, как Хидзиката и его люди по ошибке нападают на Тораноскэ Симаду, однако они были побеждены с использованием его изысканного фехтования. 
Омацу, внучка убитого на перевале Великого Будды старика, в то время проходила обучение в доме флористки Окину. Она встречает Хёму, и они влюбляются друг в друга. Тем временем Хёма наконец-то находит Рюноскэ и отправляет ему письмо с вызовом. 
Между Рюноскэ и Охамой происходит ссора, после которой она пыталась с клинком напасть на спящего мужа. Увернувшись от нападения, Рюноскэ убивает Охаму и покидает Эдо, оставив своего единственного ребёнка на попечение постороннему для него человеку. Прибыв в Киото, Рюноскэ присоединился к группе синсингуми под руководством Сэридзавы, а Хёма, который последовал за ним, также присоединился к синсэнгуми, только к группировке, управляемой Кондо. Однажды ночью Сэридзава поведал изрядно подвыпившему Рюноскэ о плане убийства Кондо. В это время Хёма, идущий по следу своего кровного врага настигает Рюноскэ и вызывает его на поединок.

## В ролях
- Райдзо Итикава — Рюноскэ Цукуэ
- Кодзиро Хонго — Хёма Уцуги
- Тамао Накамура — Охама / Отоё
- Фудзико Ямамото — Омацу
- Кэндзи Сугавара — Исаму Кондо
- Дзюн Нэгами — Сэридзава
- Рюдзо Симада — Камия Сюдзэн
- Тосио Тиба — Сайдзо
- Сабуро Нивамата — Уцуги
- Бонтаро Миякэ — Ситибэй
- Тисю Рю — Цукиэ

## Премьеры
- — 18 октября 1960 года состоялась национальная премьера фильма в Токио[2]

## Сиквелы
- «Перевал Великого Будды: Бог-дракон» (1960), реж. Кэндзи Мисуми[3].
- «Перевал Великого Будды: Последняя глава» (1961), реж. Кадзуо Мори[4].

## Другие экранизации романа Кайдзана Накадзато

### ДилогияХироси Инагаки1930-х годов
- «Перевал Дайбосацу. Часть 1: Школа фехтования» (1935), реж. Хироси Инагаки, в роли Рюноскэ Цукуэ — Дэндзиро Окоти[5].
- «Перевал Дайбосацу 2: Финал» (1936), реж. Хироси Инагаки, в роли Рюноскэ Цукуэ — Дэндзиро Окоти[6].

### ТрилогияКунио Ватанабэ1953 года
- «Перевал Дайбосацу: мастерство фехтования» (1953), реж. Кунио Ватанабэ, в роли Рюноскэ Цукуэ — Тиэдзо Катаока[7].
- «Перевал Дайбосацу. Часть 2» (1953), реж. Кунио Ватанабэ, в роли Рюноскэ Цукуэ — Тиэдзо Катаока[8].
- «Перевал Дайбосацу. Часть 3» (1953), реж. Кунио Ватанабэ, в роли Рюноскэ Цукуэ — Тиэдзо Катаока[9].

### ТрилогияТому Утиды1957-1959 годов
- «Перевал Дайбосацу» (1957), реж. Тому Утида, в роли Рюноскэ Цукуэ — Тиэдзо Катаока[10].
- «Перевал Дайбосацу 2: Души в лунном свете» (1958), реж. Тому Утида, в роли Рюноскэ Цукуэ — Тиэдзо Катаока[11].
- «Перевал Дайбосацу 3» (1959), реж. Тому Утида, в роли Рюноскэ Цукуэ — Тиэдзо Катаока[12].

### фильмКихати Окамото1966 года
- «Меч судьбы» (1966), реж. Кихати Окамото, в роли Рюноскэ Цукуэ — Тацуя Накадай[13].